# Hemigrammus marginatus
Hemigrammus marginatus es una especie de pez de la familia Characidae en el orden de los Characiformes.

## Morfología
Los machos pueden llegar alcanzar los 4,5 cm de longitud total.

## Hábitat
Vive en zonas de clima tropical entre 20 °C y 28 °C de temperatura.

## Distribución geográfica
Se encuentran en Sudamérica: cuencas de los ríos  São Francisco,  Itapicuru,  Paraná,  Paraguay,  Guaporé,  Amazonas y Orinoco.